# Jaya
Puncak Jaya (wym. w jęz. malajskim: [ˈpuntʃaʔ ˈdʒaja], inne nazwy: Piramida Carstensza, Mount Carstensz, Nemangkawi oraz Gunung Sukarno) – szczyt w Górach Śnieżnych na Nowej Gwinei, najwyższy szczyt Indonezji, całej Australii i Oceanii, a także najwyższy szczyt świata leżący na wyspie; wysokość 4884 m n.p.m. Starsze pomiary, wciąż czasem przytaczane, podawały wysokość Jaya w granicach około 5030 m. Szczyt został nazwany od imienia holenderskiego odkrywcy Jana Carstensza, który w 1623 r. wypatrzył lodowiec na tej górze. Badania przeprowadzone w latach 90. XX wieku wykazały, że niektóre lodowce na Puncak Jaya, jak i pobliskim Puncak Trikora, już zanikły, a pozostałe gwałtownie się cofają.
Wspinaczka na szczyt jest wyczerpująca. Stoki góry mają wysokość około 3000 metrów i zawierają lodowe ściany o wysokości do 600 metrów. Ponadto samo dojście do góry stanowi kilkudniowy marsz przez wilgotny las równikowy, gdzie deszcz pada codziennie przez 4–7 godzin.
Pierwszego wejścia dokonali Heinrich Harrer, Bert Huizinga, Russel Kippax i Philip Temple 13 lutego 1962 r. Piramida została zdobyta jako przedostatni szczyt z Korony Ziemi. Pierwszym Polakiem, który zdobył Puncak Jaya był Jerzy Kostrzewa (12 lipca 1999).
Zaledwie kilka kilometrów na zachód od szczytu znajduje się największa na świecie kopalnia odkrywkowa złota (Grasberg).